# گمتیوبه
گمتیوبه (به لاتین: Gemetyube) یک منطقهٔ مسکونی در روسیه است که در شهرستان بابایورتوفسکی واقع شده‌است.